# Flamingo Land
Koordinaten: 54° 12′ 32″ N, 0° 48′ 33″ W
Das Flamingo Land ist ein Themenpark und Zoo im englischen Ort Kirby Misperton, der jährlich etwa 1,4 Millionen Besucher empfängt.
Er beherbergt zurzeit über 120 verschiedene Tierarten und bietet 59 verschiedene Attraktionen an.

## Geschichte
Der Park, der seinen Ursprung in einem alten Country-Club hat, wurde 1959 gegründet. Der gleichermaßen exzentrische wie visionäre Parkgründer Pentland Hick sorgte in den Folgejahren dafür, dass einige schwer zu haltende Tierarten wie etwa Delfine  in den Park kamen. Ein Jahr nach der Eröffnung erweiterte ein Jahrmarkt das Angebot von Hicks Park, der zu dieser Zeit noch The Yorkshire Zoological Gardens hieß.
Eine Kolonie Flamingos wurde schnell zu einer Art inoffiziellem Maskottchen der zoologischen Gärten. Deswegen wurde der Park 1968 in Flamingo Park umbenannt, bevor er später seinen endgültigen, heutigen Namen erhielt. 1995 starb Hick bei einem Autounfall, und sein zu dieser Zeit erst 18-jähriger Sohn Gordon Hick übernahm die Führung des Parks.

## Attraktionen
Unter den fast 60 Attraktionen finden sich insgesamt fünf Achterbahnen. Die bekannteste unter ihnen ist die 2009 eröffnete Mumbo Jumbo, die mit einem Gefälle von 112 Grad kurzzeitig das stärkste Gefälle einer Achterbahn weltweit aufwies. Zudem ist der Inverted Coaster Kumali, der 2006 eröffnete, zu nennen.
Am 16. Juli 2013 ging ein Flying Coaster in Betrieb.

### Achterbahnen
| Name               | Typ                                   | Hersteller                | Eröffnungsjahr     | Bemerkungen | Weblinks |
| ------------------ | ------------------------------------- | ------------------------- | ------------------ | --- | -------- |
| Dino Roller        | Familienachterbahn                    | Cavazza Diego             | 1988               | Bis 2012 Dragon Coaster. |          |
| Go Gator           | Kinderachterbahn, Powered Coaster     | A.R.M.                    | 1994 (oder früher) | |          |
| Hero               | Flying Coaster                        | Zamperla                  | 2013               | |          |
| Kumali             | Inverted Coaster                      | Vekoma                    | 2006               | |          |
| Mumbo Jumbo        | Stahlachterbahn mit Inversionen       | S&S – Sansei Technologies | 2009               | |          |
| Runaway Mine Train | Familienachterbahn                    | Zamperla                  | 2007               | Ursprünglich 2004 als Runaway Train in Gulliver’s Warrington und fuhr dort bis 2005. Danach fuhr die Bahn im Jahr 2006 als Mini Mine Rush in American Adventure Theme Park, bevor sie im Flamingo Land eröffnet wurde. Bis 2019 befand sich die Bahn an der Stelle, an der sich heute die Bahn Sik befindet, wurde dann aber innerhalb des Parks versetzt.                                         |          |
| Sik                | Stahlachterbahn mit Inversionen       | Intamin                   | 2022               | Ursprünglich hätte die Bahn 2012 im brasilianischen Hopi Hari eröffnet werden sollen. Aufgrund von Finanzierungsschwierigkeiten wurde die Bahn nach deren Anlieferung nicht errichtet und verblieb so bis 2017 eingelagert im Park. Bis 2019 befand sich die Bahn dann ebenfalls nur eingelagert im malaysischen Park Movie Animation Park Studios, bevor sie ihre Reise ins Flamingo Land antrat. |          |
| Twistosaurus       | Spinning Coaster, Familienachterbahn  | Zamperla                  | 2013               | |          |
| Velocity           | Motorbike Coaster                     | Vekoma                    | 2005               | |          |
| Zooom!             | Suspended Coaster, Familienachterbahn | Zamperla                  | 2011               | |          |

#### Ehemalige Achterbahnen
| Name             | Typ                              | Hersteller   | Eröffnungsjahr | Schließungsjahr | Bemerkungen | Weblinks |
| ---------------- | -------------------------------- | ------------ | -------------- | --------------- | --- | -------- |
| Bullet           | Shuttle Coaster                  | Schwarzkopf  | 1991           | 2005            | Ursprünglich 1982 als Wiener Looping im Wiener Prater errichtet, dort aber aufgrund von Lärmbeschwerden der Anwohner vermutlich nie eröffnet. Befand sich ab 1985 ebenfalls als Wiener Looping in Boardwalk and Baseball. Bevor die Bahn an das Flamingo Land verkauft wurde, wurde die Bahn zwei Jahre lang vom Schausteller Goetzke als Shuttle Loop betrieben. Nach dem Aufenthalt im Flamingo Land wanderte die Bahn ins mexikanische Selva Mágica, wo sie seit 2013 ihre Runden dreht. |          |
| Corkscrew        | Stahlachterbahn mit Inversionen  | Vekoma       | 1990           | 2011            | Ursprünglich 1983 als Corkscrew im Spanish City Amusement Park eröffnet und befand sich dort bis 1989. Seit 2012 fährt die Bahn als Apocalypse im französischen Lunapark ihre Runden. |          |
| Crazy Loop       | Stahlachterbahn mit Inversion    | Pinfari      | 1986           | 1995            | 1981 hergestellt, befand sich die Bahn nach dem Aufenthalt im Flamingo Land von 1996 bis 2002 als Crazy Loop im Pleasure Island Family Theme Park. Seit 2004 fährt sie im Brean Theme Park ihre Runden. |          |
| Flying Trapeze   | Stahlachterbahn ohne Inversionen | Zierer       | 1998           | 2001            | 1975 hergestellt, hat sie zahlreiche Stationen gemacht. Der Anfang macht der Traumlandpark, gefolgt von Trentham, Alton Towers und Pleasure Island Family Theme Park, bevor sie ins Flamingo Land kam. Nach dem Aufenthalt im Flamingo Land machte die Bahn halt in Grove Land, Loudoun Castle und zuletzt Family Park, wo sie seit 2020 ihre Runden dreht. |          |
| Magnum Force     | Stahlachterbahn mit Inversionen  | Schwarzkopf  | 2000           | 2005            | 1984 als die weltweit erste Achterbahn mit drei vertikalen Loopings eröffnet, machte die Bahn zunächst von 1997 bis 1999 Halt als Triple Loop Coaster im Sunway Lagoon (Malaysia), bevor sie ins Flamingo Land kam. Danach befand sich die Bahn von 2007 bis 2019 als Quimera im mexikanischen La Feria Chapultepec Magico. 2023 soll sie als American Dreier Looping in Indiana Beach wiedereröffnet werden.                                                                               |          |
| Thunder Mountain | Zyklon, Dunkelachterbahn         | Pinfari      | 1991           | 2004            | |          |
| Wild Mouse       | Wilde Maus                       | Maurer Rides | 1997           | 2012            | Befindet sich seit 2014 als Marble Madness in Pleasurewood Hills. |          |

## Tiere
Unter den 120 Tierarten finden sich unter anderem afrikanische Löwen, Schimpansen, Giraffen und Tiger.